# Elecciones estatales de Durango de 2022
Las elecciones estatales de Durango de 2022, oficialmente Proceso Electoral Local 2021-2022, se llevaron a cabo el día domingo 5 de junio de 2022 organizadas por el Instituto Electoral y de Participación Ciudadana de Durango (IEPC Durango) en coordinación con el Instituto Nacional Electoral (INE). En ellas se renovaron los siguientes cargos de elección popular: 
- Gobernador de Durango. Titular del poder ejecutivo del estado, electo para un periodo de seis años, no reelegibles en ningún caso. El candidato electo fue Esteban Villegas Villarreal.
- 39 ayuntamientos. Conformados por un presidente municipal, un síndico y sus regidores que conforman el cabildo municipal, electos para un periodo de tres años, reelegibles hasta por un periodo más.

## Organización

### Partidos políticos
En las elecciones estatales tienen derecho a participar ocho partidos políticos. Siete son partidos políticos con registro nacional: Partido Acción Nacional (PAN), Partido Revolucionario Institucional (PRI), Partido de la Revolución Democrática (PRD), Partido del Trabajo (PT), Partido Verde Ecologista de México (PVEM), Movimiento Ciudadano (MC), Movimiento Regeneración Nacional (MORENA). Y un partido político estatal: Redes Sociales Progresistas de Durango (RSP).

### Proceso electoral
La campaña electoral para la gubernatura inicia el 3 de abril y se extiende por ocho semanas hasta el 1 de junio. Durante la campaña se realizan dos debates entre los candidatos a las seis de la tarde en las instalaciones del canal 9.1 TV de la Universidad Juárez del Estado de Durango, el primero el 12 de abril y el segundo el 12 de mayo. Mientras que la campaña para los ayuntamientos inicia el 13 de abril y dura seis semanas. La votación se realiza el domingo 5 de junio de 2022, de las 8 de la mañana a las 6 de la tarde. En los comicios tienen derecho a voto 1 338 589 personas.

## Alianzas y partidos

### Va por México
|  | |
|  | Partido Revolucionario Institucional - Candidato a gobernador - 13 ayuntamientos: Ocampo, Pánuco de Coronado, Peñón Blanco, Santa Clara, San Juan del Río, Tepehuanes, Cuencamé, Mapimí, Mezquital, Pueblo Nuevo, Tamazula, Lerdo y Gómez Palacio |
|  | Partido Acción Nacional - 13 ayuntamientos: Indé, Nazas, El Oro, San Bernardo, San Luis del Cordero, Topia, San Dimas, Poanas, Súchil, Canatlán, Santiago Papasquiaro, Vicente Guerrero y Durango                                                 |
|  | Partido de la Revolución Democrática - 4 ayuntamientos: Nombre de Dios, Coneto de Comonfort, Rodeo y Guadalupe Victoria |

El 9 de noviembre de 2021 los dirigentes de los partidos Revolucionario Institucional, Acción Nacional y Partido de la Revolución Democrática acordaron competir en coalición en las elecciones estatales bajo el nombre «Va por Durango». El 8 de enero la alianza acordó que el Partido Revolucionario Institucional seleccionaría al candidato para la gubernatura. En las candidaturas para ayuntamientos, 13 los selecciona el PRI, 13 el PAN, 4 el PRD y en 9 municipios la coalición no presenta candidatos en conjunto.
Para la candidatura para la gubernatura se postularon Héctor David Flores Ávalos, secretario general de gobierno del estado de Durango; y Esteban Villegas Villarreal, expresidente municipal de Victoria de Durango y candidato al mismo cargo en las elecciones estatales de 2016. El 10 de enero de 2022 el Partido Revolucionario Institucional seleccionó a Esteban Villegas como su candidato.
Al interior del PRD se registró como precandidata a la gubernatura Mar Grecia Olivas Guerrero y de esta manera continúan 3 aspirantes, de quienes saldrá una propuesta que será presentada a la alianza
El 25 de enero la coalición anunció que el precandidato ganador de la encuesta De las Heras Demotecnia, pactada previamente, fue Esteban Villegas Villarreal, de igual manera se confirmó la coalición en 30 municipios del estado.

### Juntos Hacemos Historia
|  | |
|  | Movimiento Regeneración Nacional - Candidato a gobernador - 28 ayuntamientos: Canelas, Coneto, Cuencamé, Gómez Palacio, Indé, Lerdo, Mapimí, Nazas, Nuevo Ideal, Ocampo, El Oro, Otáez, Pánuco, Peñón Blanco, Pueblo Nuevo, Rodeo, San Bernardo, San Dimas, San Juan de Guadalupe, San Juan del Río, San Luis del Cordero, San Pedro del Gallo, Santa Clara, Papasquiaro, Tamazula, Tepehuanes, Tlahualillo y Topia |
|  | Partido Verde Ecologista de México - 5 ayuntamientos: Canatlán, Guadalupe Victoria, Mezquital, Poanas y Vicente Guerrero |
|  | Partido del Trabajo - 5 ayuntamientos: Durango, Hidalgo, Nombre de Dios, Simón Bolívar y Súchil |
|  | Redes Sociales Progresistas de Durango - Sin postulaciones dentro de la coalición |

El 9 de noviembre de 2021 los dirigentes de los partidos Movimiento Regeneración Nacional, Partido del Trabajo y Partido Verde Ecologista de México acordaron competir en coalición en las elecciones estatales bajo el nombre Juntos Hacemos Historia. En enero de 2022 el partido Redes Sociales Progresistas de Durango se incorporó a la alianza.
Para seleccionar a su candidato para la gubernatura, Morena realizó una encuesta de opinión entre sus militantes y simpatizantes el 7 de diciembre de 2021. En la encuesta se contemplaron seis aspirantes: El senador Alejandro González Yáñez, la senadora Margarita Valdéz Martínez, el senador José Ramón Enríquez Herrera, la presidente municipal de Gómez Palacio, Marina Vitela Rodríguez; la diputada Maribel Aguilera Chairez y el catedrático Santiago Fierro. Como resultado del ejercicio demoscópico los senadores Enríquez Herrera y González Yáñez se ubicaron como los aspirantes mejor posicionados, seguidos de la presidente municipal Marina Vitela. Sin embargo, la dirigencia nacional del partido determinó concederle la candidatura a Marina Vitela por acción afirmativa.
El senador José Ramón Enríquez Herrera, que resultó como el mejor posicionado en la encuesta, se declaró inconforme con la decisión y acusó que la dirigencia del partido había modificado sus criterios de selección para otorgarle la candidatura a Vitela, afirmando que habían recurrido a «un criterio oscuro, que no existía, que no está escrito, que no está en los estatutos, que se inventó, que no se había acordado, que no se había informado previamente; es decir, se lo sacaron de la manga».
El domingo 9 de enero Morena, PT, PVEM y RSP presentaron su registro ante el Instituto Electoral y de Participación Ciudadana para competir por los Ayuntamientos pero la coalición será parcial pues solo participará en 38 municipios. En Guanaceví contenderán todos los partidos.

### Movimiento Ciudadano
En el partido Movimiento Ciudadano se registró el 6 de enero de 2022 como única aspirante a la candidatura para la gubernatura a Patricia Flores Elizondo, jefa de la Oficina de la Presidencia de la República de 2008 a 2010, durante la presidencia de Felipe Calderón. El 6 de enero se registró Martín Vivianco Lira para competir por la presidencia municipal de Durango.

## Encuestas para la gubernatura

### Por partido político
| Encuestadora          | Fecha                   |        |       |      |       |        | Otro | Ninguno/No sabe |
| --------------------- | ----------------------- | ------ | ----- | ---- | ----- | ------ | ---- | --------------- |
| Encuestadora          | Fecha                   |        |       |      |       |        | Otro | Ninguno/No sabe |
| TResearch             | 23 de junio de 2021     | 28%    | 26%   | 11%  | —     | 21%    | 4%   | 10%             |
| TResearch             | 5 de julio de 2021      | 19%    | 24%   | 15%  | —     | 20%    | 7%   | 15%             |
| Campaigns & Elections | 10 de julio de 2021     | 21.2%  | 16.2% | —–   | 9.1%  | 30.3%  | —    | 23.2%           |
| Campaigns & Elections | 1 de agosto de 2021     | 21%    | 18%   | —    | 4%    | 37%    | —    | 20%             |
| Campaigns & Elections | 31 de agosto de 2021    | 23%    | 19%   | —    | 5%    | 35%    | —    | 18%             |
| Mitofsky              | 6 de octubre de 2021    | 15.2%  | 21.3% | 2.3% | 2.6%  | 28.4%  | 4.7% | 25.5%           |
| Factometríca          | 28 de octubre de 2021   | 16.8%  | 19.3% | 2.2% | 5%    | 37.4%  | 6.4% | 12.9%           |
| Demoscopia digital    | 1 de noviembre de 2021  | 21.2%  | 20.8% | —    | —     | 33.2%  | 7.9% | 16.9%           |
| Campaigns & Elections | 4 de noviembre de 2021  | 25%    | 20%   | —    | 5%    | 31%    | 19%  | —               |
| Campaigns & Elections | 16 de noviembre de 2021 | 20%    | 22%   | —    | 4%    | 35%    | 19%  | —               |
| Heraldo Media Group   | 22 de noviembre de 2021 | 16.39% | 25.9% | —    | 3.59% | 32.56% | —    | 21.56%          |
| Campaigns & Elections | 25 de noviembre de 2021 | 23%    | 25%   | —    | 3%    | 37%    | 12%  | —               |
| Campaigns & Elections | 7 de diciembre de 2021  | 24%    | 20%   | —    | 3%    | 38%    | 15%  | —               |
| Heraldo Media Group   | 13 de diciembre de 2021 | 14.2%  | 15.1% | 3.6% | 4%    | 42.4%  | 6.6% | 14.1%           |
| Demoscopia Digital    | 23 de diciembre de 2021 | 20.1%  | 13.8% | —    | —     | 38.6%  | 6.4% | 21.1%           |
| Campaigns & Elections | 6 de enero de 2022      | 18%    | 17%   | 3%   | 4%    | 29%    | 29%  | —               |
| Campaigns & Elections | 12 de enero de 2022     | 21%    | 15%   | 3%   | 6%    | 32%    | 23%  | —               |

### Por candidato
| Encuestadora          | Fecha                 | Muestra | Margen de error | Villegas | Vitela | Flores | O/N/NS |
| --------------------- | --------------------- | ------- | --------------- | -------- | ------ | ------ | ------ |
| Encuestadora          | Fecha                 | Muestra | Margen de error |          |        |        | O/N/NS |
| FactoMétrica          | 7 de enero de 2022    | 1 000   | ± 3.1%          | 35.8%    | 33.6%  | —      | 30.6%  |
| Massive Caller        | 11 de enero de 2022   | 1 000   | ± 3.4%          | 34.5%    | 37.8%  | 8.2%   | 19.5%  |
| Campaigns & Elections | 12 de enero de 2022   | 400     | ± 4.9%          | 36%      | 40%    | —      | 24%    |
| Electoralia           | 17 de enero de 2022   | 2 500   | ± 1.96%         | 29%      | 48%    | —      | 23%    |
| Massive Caller        | 18 de enero de 2022   | 1 000   | ± 3.4%          | 34.9%    | 38.3%  | 8%     | 18.8%  |
| Campaigns & Elections | 19 de enero de 2022   | 400     | ± 4.9%          | 33%      | 36%    | —      | 31%    |
| Massive Caller        | 23 de enero de 2022   | 1 000   | ± 3.4%          | 36.9%    | 38.4%  | 4.5%   | 20.2%  |
| Campaigns & Elections | 25 de enero de 2022   | 400     | ± 4.9%          | 35%      | 37%    | 5%     | 23%    |
| Demoscopia Digital    | 31 de enero de 2022   | 800     | ± 3.8%          | 35.2%    | 37.6%  | 4.1%   | 23.1%  |
| Massive Caller        | 1 de febrero de 2022  | 1 000   | ± 3.4%          | 40.4%    | 38.0%  | 4.5%   | 17.1%  |
| Campaigns & Elections | 2 de febrero de 2022  | 400     | ± 4.9%          | 34%      | 36%    | 6%     | 24%    |
| La Encuesta MX        | 4 de febrero de 2022  | 1 000   | ± 3.5%          | 41.5%    | 45.2%  | 13.3%  | -      |
| El Financiero         | 8 de febrero de 2022  | 500     | ± 4.4%          | 45%      | 24%    | 10%    | 21%    |
| Massive Caller        | 8 de febrero de 2022  | 1 000   | ± 3.4%          | 41.2%    | 37.9%  | 4.7%   | 16.2%  |
| Campaigns & Elections | 8 de febrero de 2022  | 400     | ± 4.9%          | 40%      | 38%    | 6%     | 16%    |
| FactoMétrica          | 10 de febrero de 2022 | 1 000   | ± 3.1%          | 44.6%    | 39.4%  | 5.2%   | 10.8%  |
| Massive Caller        | 11 de febrero de 2022 | 1 000   | ± 3.4%          | 41.7%    | 37.7%  | 5.4%   | 15.2%  |
| Rubrum                | 12 de febrero de 2022 | 1000    | ± 3.8%          | 36.1%    | 39.4%  | 4.7%   | 12.6%  |
| El Heraldo de México  | 14 de febrero de 2022 | 1 000   | ± 3.1%          | 38.0%    | 41.2%  | 4.8%   | 16.0%  |
| Campaigns & Elections | 15 de febrero de 2022 | 400     | ± 4.9%          | 41%      | 36%    | 6%     | 17%    |
| Massive Caller        | 15 de febrero de 2022 | 1 000   | ± 3.4%          | 41.5%    | 37.3%  | 7.1%   | 14.1%  |
| Demoscopia Digital    | 16 de febrero de 2022 | 800     | ± 3.8%          | 36.2%    | 36.8%  | 3.4%   | 23.6%  |
| Massive Caller        | 18 de febrero de 2022 | 1 000   | ± 3.4%          | 42.1%    | 36.9%  | 7.0%   | 14.0%  |
| La Encuesta MX        | 18 de febrero de 2022 | 1 000   | ± 3.5%          | 39.7%    | 45.9%  | 14.4%  | -      |
| Campaigns & Elections | 22 de febrero de 2022 | 400     | ± 4.9%          | 42%      | 37%    | 7%     | 14%    |
| Massive Caller        | 22 de febrero de 2022 | 1 000   | ± 3.4%          | 41.5%    | 34.7%  | 5.8%   | 18.0%  |
| Rubrum                | 23 de febrero de 2022 | 1000    | ± 3.8%          | 38.0%    | 39.7%  | 5.3%   | 11.4%  |
| Demoscopia Digital    | 25 de febrero de 2022 | 800     | ± 3.8%          | 37.3%    | 35.1%  | 3.6%   | 24.0%  |
| Campaigns & Elections | 2 de marzo de 2022    | 400     | ± 4.9%          | 41%      | 39%    | 6%     | 14%    |
| Rubrum                | 3 de marzo de 2022    | 1000    | ± 3.8%          | 35.3%    | 41.9%  | 5.4%   | 12%    |
| La Encuesta MX        | 3 de marzo de 2022    | 1000    | ± 3.5%          | 41.3%    | 44.5%  | 14.2%  | -      |
| Massive Caller        | 4 de marzo de 2022    | 1 000   | ± 3.4%          | 41.6%    | 34.2%  | 5.7%   | 18.5%  |
| Demoscopia Digital    | 7 de marzo de 2022    | 800     | ± 3.8%          | 36.6%    | 36.2%  | 4.2%   | 23.0%  |
| El Universal          | 8 de marzo de 2022    | 1 000   | ± 3.1%          | 38.6%    | 32.4%  | 8.3%   | 20.7%  |
| Campaigns & Elections | 9 de marzo de 2022    | 400     | ± 4.9%          | 42%      | 38%    | 5%     | 15%    |
| El Heraldo de México  | 14 de marzo de 2022   | 1 000   | ± 3.1%          | 39.6%    | 41.8%  | 3.1%   | 15.5%  |
| Massive Caller        | 15 de marzo de 2022   | 1 000   | ± 3.4%          | 41.8%    | 33.7%  | 5.8%   | 18.7%  |
| Campaigns & Elections | 15 de marzo de 2022   | 400     | ± 4.9%          | 38%      | 39%    | 5%     | 18%    |
| Demoscopia Digital    | 17 de marzo de 2022   | 800     | ± 3.8%          | 35.1%    | 39.6%  | 3.4%   | 21.9%  |
| Rubrum                | 17 de marzo de 2022   | 1000    | ± 3.8%          | 36.2%    | 41.8%  | 5.1%   | 11.5%  |
| La Encuesta MX        | 17 de marzo de 2022   | 1000    | ± 3.5%          | 41.9%    | 44.9%  | 13.2%  | -      |
| Campaigns & Elections | 23 de marzo de 2022   | 400     | ± 4.9%          | 38%      | 41%    | 7%     | 14%    |
| Massive Caller        | 25 de marzo de 2022   | 1 000   | ± 3.4%          | 39.9%    | 32.8%  | 5.6%   | 21.7%  |
| Demoscopia Digital    | 27 de marzo de 2022   | 800     | ± 3.8%          | 37.2%    | 38.5%  | 3.9%   | 20.4%  |
| Campaigns & Elections | 30 de marzo de 2022   | 400     | ± 4.9%          | 41%      | 43%    | 4%     | 12%    |
| Rubrum                | 31 de marzo de 2022   | 1000    | ± 3.8%          | 38.8%    | 40.2%  | 4.2%   | 11.7%  |
| La Encuesta MX        | 31 de marzo de 2022   | 1000    | ± 3.5%          | 41.8%    | 44.1%  | 14.1%  | -      |
| Rubrum                | 2 de abril de 2022    | 1000    | ± 3.8%          | 38.7%    | 40.6%  | 6.5%   | 11.6%  |
| Demoscopia Digital    | 4 de abril de 2022    | 800     | ± 3.8%          | 38.7%    | 39.1%  | 4.1%   | 18.1%  |
| Campaigns & Elections | 4 de abril de 2022    | 400     | ± 4.9%          | 40%      | 39%    | 5%     | 16%    |
| Enkoll                | 5 de abril de 2022    | 1 200   | ± 2.8%          | 43%      | 51%    | 6%     | —      |
| El Financiero         | 6 de abril de 2022    | 500     | ± 4.4%          | 46%      | 43%    | 11%    | —      |
| Massive Caller        | 6 de abril de 2022    | 1 000   | ± 3.4%          | 40.7%    | 31.9%  | 4.2%   | 23.2%  |
| Electoralia           | 7 de abril de 2022    | 2 500   | ± 1.96%         | 41%      | 45%    | 3%     | 11%    |
| Rubrum                | 10 de abril de 2022   | 1000    | ± 3.8%          | 37.7%    | 42.3%  | 7.1%   | 11.3%  |
| Demoscopia Digital    | 11 de abril de 2022   | 800     | ± 3.8%          | 37.1%    | 41.9%  | 4.3%   | 16.7%  |
| La Encuesta MX        | 13 de abril de 2022   | 1000    | ± 3.5%          | 42.2%    | 43.9%  | 13.9%  | -      |
| Massive Caller        | 15 de abril de 2022   | 1 000   | ± 3.4%          | 44.6%    | 32.0%  | 6.4%   | 17.0%  |
| FactoMétrica          | 15 de abril de 2022   | 1 000   | ± 3.1%          | 38.1%    | 44%    | 6.2%   | 11.7%  |
| Rubrum                | 17 de abril de 2022   | 1000    | ± 3.8%          | 36.5%    | 44.5%  | 5.9%   | 11.7%  |
| Demoscopia Digital    | 18 de abril de 2022   | 800     | ± 3.8%          | 35.7%    | 43.4%  | 4.7%   | 16.2%  |
| Campaigns & Elections | 19 de abril de 2022   | 400     | ± 4.9%          | 41%      | 45%    | 4%     | 10%    |
| Gii360                | 20 de abril de 2022   | 600     | ± 3.94%         | 41%      | 40%    | 6%     | 13%    |
| Massive Caller        | 21 de abril de 2022   | 1 000   | ± 3.4%          | 43.1%    | 32%    | 4.8%   | 20.1%  |
| FactoMétrica          | 22 de abril de 2022   | 1 000   | ± 3.1%          | 41.3%    | 42.4%  | 5.6%   | 10.7%  |
| Massive Caller        | 22 de abril de 2022   | 1 000   | ± 3.4%          | 43.2%    | 29.5%  | 7.3%   | 20%    |
| Rubrum                | 24 de abril de 2022   | 1000    | ± 3.4%          | 39.4%    | 43.0%  | 5.0%   | 9.9%   |
| Demoscopia Digital    | 25 de abril de 2022   | 800     | ± 3.8%          | 37.9%    | 44.8%  | 3.9%   | 13.4%  |
| El Heraldo de México  | 25 de abril de 2022   | 1 000   | ± 3.1%          | 42.6%    | 41.4%  | 4.0%   | 12.0%  |
| Campaigns & Elections | 27 de abril de 2022   | 400     | ± 4.9%          | 40%      | 44%    | 6%     | 10%    |
| Massive Caller        | 29 de abril de 2022   | 1 000   | ± 3.4%          | 44.1%    | 31.3%  | 6.9%   | 17.7%  |
| Rubrum                | 1 de mayo de 2022     | 1000    | ± 3.8%          | 39.6%    | 43.7%  | 4.2%   | 10.0%  |
| Demoscopia Digital    | 2 de mayo de 2022     | 800     | ± 3.8%          | 37.1%    | 45.3%  | 4.7%   | 12.9%  |
| La Encuesta MX        | 2 de mayo de 2022     | 1000    | ± 3.5%          | 41.8%    | 43.1%  | 15.1%  | —      |
| Campaigns & Elections | 3 de mayo de 2022     | 400     | ± 4.9%          | 40%      | 42%    | 5%     | 13%    |
| Massive Caller        | 6 de mayo de 2022     | 1 000   | ± 3.4%          | 44.6%    | 33.0%  | 5.2%   | 17.2%  |
| El Financiero         | 9 de mayo de 2022     | 600     | ± 4.0%          | 46.0%    | 42.0%  | 12.0%  | 17.0%  |
| Campaigns & Elections | 10 de mayo de 2022    | —       | —               | 39%      | 44%    | 6%     | 11%    |
| Enkoll                | 12 de mayo de 2022    | 1 207   | ± 2.8%          | 45%      | 49%    | 6%     | —      |
| Demoscopia Digital    | 13 de mayo de 2022    | 800     | ± 3.8%          | 40.7%    | 44.6%  | 5.8%   | 8.9%   |
| Massive Caller        | 15 de mayo de 2022    | 1 000   | ± 3.4%          | 45.5%    | 31.7%  | 5.8%   | 17.0%  |
| Campaigns & Elections | 17 de mayo de 2022    | 400     | ± 4.9%          | 40%      | 42%    | 7%     | 11%    |
| Poligrama             | 17 de mayo del 2022   | 1 000   | ±3.10%          | 39.72%   | 39.52% | 7.81%  | 12.95% |
| Gii360                | 21 de mayo de 2022    | 600     | ± 3%            | 43%      | 45%    | 5%     | 7%     |
| Demoscopia Digital    | 26 de mayo de 2022    | 820     | ± 3.8%          | 39.8%    | 40.5%  | 6.6%   | 13.1%  |
| Massive Caller        | 29 de mayo de 2022    | 1 000   | ± 3.4%          | 48.1%    | 33.6%  | 4.6%   | 13.7%  |
| Gii360                | 29 de mayo de 2022    | 600     | ± 3%            | 43%      | 47%    | 7%     | 3%     |
| El Heraldo de México  | 30 de mayo de 2022    | 1 000   | ± 3.1%          | 42.5%    | 41.0%  | 4.1%   | 12.4%  |
| Campaigns & Elections | 30 de mayo de 2022    | 400     | ± 4.9%          | 42%      | 45%    | 8%     | 5%     |
| El Financiero         | 31 de mayo de 2022    | 820     | ± 3.4%          | 46.0%    | 45.0%  | 9.0%   | —      |
| Reforma               | 31 de mayo de 2022    | 1 000   | ± 3.6%          | 49%      | 45%    | 6%     | —      |

## Encuestas para los ayuntamientos

### Durango
| Encuestadora   | Fecha                | Ochoa | Vivanco | González | O/N/NS |
| -------------- | -------------------- | ----- | ------- | -------- | ------ |
| Encuestadora   | Fecha                |       |         |          | O/N/NS |
| Massive Caller | 12 de enero de 2022  | 41.6% | 6.6%    | 35.8%    | 16.0%  |
| Massive Caller | 19 de enero de 2022  | 43.4% | 6.2%    | 36.1%    | 14.3%  |
| Massive Caller | 26 de enero de 2022  | 41.3% | 10%     | 37.2%    | 11.5%  |
| Massive Caller | 3 de febrero de 2022 | 40.3% | 9.7%    | 39.9%    | 10.1%  |
| Massive Caller | 15 de mayo de 2022   | 44.3% | 12.5%   | 32.4%    | 10.8%  |
| Massive Caller | 30 de mayo de 2022   | 51.8% | 14.6%   | 33.6%    | —      |

### Gómez Palacio
| Encuestadora       | Fecha                 | Herrera | Acosta | Martínez | O/N/NS |
| ------------------ | --------------------- | ------- | ------ | -------- | ------ |
| Encuestadora       | Fecha                 |         |        |          | O/N/NS |
| Massive Caller     | 26 de enero de 2022   | 37.1%   | 6.2%   | 41.7%    | 15%    |
| Massive Caller     | 3 de febrero de 2022  | 37%     | 5.8%   | 41.6%    | 15.6%  |
| Massive Caller     | 9 de febrero de 2022  | 39.8%   | 6.7%   | 38.7%    | 14.8%  |
| Massive Caller     | 16 de febrero de 2022 | 40%     | 6.9%   | 35.4%    | 15.7%  |
| Demoscopia digital | 8 de marzo de 2022    | 23.4%   | 7.8%   | 40.1%    | 28.7%  |
| Demoscopia digital | 18 de abril de 2022   | 37.7%   | 4.6%   | 42.2%    | 15.5%  |
| Massive Caller     | 15 de mayo de 2022    | 47.8%   | 6.1%   | 29.2%    | 16.9%  |
| Massive Caller     | 30 de mayo de 2022    | 57.3%   | 9.4%   | 33.3%    | —      |

## Resultados

### Gubernatura

#### Por partido político
|  | 35.47 % |

|  | 31.11 % |

|  | 15.71 % |

|  | 4.31 % |

|  | 3.47 % |

|  | 2.6 % |

|  | 2.6 % |

|  | 2.1 % |

|  | 97.37 % |

|  | 2.63 % |

|  | 51.52 % |

### Ayuntamientos
|  | 31.08 % |

|  | 26.75 % |

|  | 17.34 % |

|  | 7.69 % |

|  | 5.39 % |

|  | 3.52 % |

|  | 2.96 % |

|  | 1.84 % |

|  | 0.33 % |

|  | 96.9 % |

|  | 3.1 % |

|  | 51.17 % |